# Iosif Molnar
Iosif Molnar (n. 4 septembrie 1945, Codlea -- d. ?) a fost un demnitar comunist român de origine maghiară.

## Studii
- Școala profesionalã de produse finite din orașul Codlea (1949–1952);
- Școala de partid de un an de pe lângã Comitetul regional de partid Brașov (sept.1959–iun. 1960);
- Facultatea de Științe Politice, Academia de Științe Social-Politice „Ștefan Gheorghiu“.